# Таганрог-Центральный (аэродром)
Таганрог-Центральный — военный аэродром в городской черте города Таганрога. Имеет одну бетонную ВПП и одну запасную грунтовую. Круг полётов — LR, Нкр=500 м. Позывной (подход) — «Квартет».
Дислоцируется военно-транспортная авиация (5-я авиационная группа 6955-й АвБ) на самолётах Ил-76 и 325-й авиаремонтный завод.
На аэродроме имеется собственный музей авиации.

## История
История аэродрома начинается в 1938 году с Таганрогской военной школы пилотов. С 1948 года начали работу Высшие офицерские лётно-тактические курсы, с базированием на аэродроме Таганрог-Центральный учебного штурмового авиаполка (самолёты Ил-10, МиГ-15бис).
В 1960 году Вторые Центральные летно-тактические курсы усовершенствования офицерского состава (II ЦЛТКУОС) были расформированы, а на освободившийся аэродром Таганрог-Центральный был перебазирован из станицы Старощербиновской Краснодарского края 963-й учебный авиационный полк Ейского ВВАУЛ. Полк здесь дислоцировался до самого своего расформирования в ноябре 1994 года.
В апреле-мае 1992 года из Гянджи (Азербайджан) в Таганрог перебазирован 708-й военно-транспортный авиационный полк. В 1995 году был ликвидирован 192-й гвардейский Керченский Краснознаменный военно-транспортный авиационный полк, дислоцировавшийся в Забайкалье на аэр. Укурей, гарнизон Ареда (Укурей-2); почётные наименования расформированного полка перешли 708-му ВТАП. В настоящее время 708-й транспортный полк переформирован в 5-ю авиационную группу 6955-й гвардейской Минской Авиационной базы 1-го разряда, без изменения места дислокации.
325-й авиаремонтный завод (в/ч 23213) ведет свою историю от 14-х передвижных ремонтных мастерских, сформированных в 1941 году. В Таганроге завод находится с 1948 года и по н.в., основная задача — ремонт транспортных самолётов типа Ан-12, Ан-72 и агрегатов для Ил-76, Ту-142, Су-25, Су-27, вертолётов Ми-8 и Ми-24. В начале 90-х годов прошлого века при заводе была сформирована база ликвидации авиационной техники фронтовой авиации — разрезано на металл порядка 300 истребителей и истребителей-бомбардировщиков.
На основании решения Военного совета 61 ВА ВГК (ВТА) (протокол № 8 от 31.08.2002 года), Приказом Командующего 61 ВА ВГК (ВТА) от 9 сентября 2002 г. № 236 самолету Ил-76МД рег. № RA-76740 708-го гвардейского Керченского Краснознаменного военно-транспортного авиационного полка присвоено почетное наименование «Таганрог».
В ходе российского вторжения в Украину в конце 2024 года Украина нанесла по аэродрому ракетный удар. 

## Таганрогский музей авиационной техники
Музей создан на территории бывшей тренажной площадки 963-го УАП.
В настоящее время (2017 год) в музее 12 летательных аппаратов (Як-38, L-29, L-39, Ми-2, Ан-2Т, МиГ-19С, МиГ-21бис, МиГ-23МЛД, МиГ-25БМ, Бе-12П, Су-17УМ, Су-17М3). а также носовая часть Ту-154М, 10 типов двигателей, в том числе учебно-разрезные Д-30КП, АЛ-21Ф-300, АИ-25, учебные образцы авиационного оборудования и авиавооружения, комплекты снаряжения летчика. В экспозиции музея собрана коллекция авиационных миниатюр более 250 экземпляров, библиотека технической и авиационной литературы, а также видеотека. Музей является подразделением 325-го АРЗ со штатом 2 человека.